# S-25 Berkut
S-25 Berkut (tiếng Nga: С-25 «Беркут»; "Berkut" nghĩa là đại bàng vàng) là một tổ hợp tên lửa đất đối không chiến lược đầu tiên của Liên Xô. Tên định danh NATO là SA-1 Guild. Tổ hợp này chỉ được sử dụng để bảo vệ Moskva, các hệ thống cơ động khác như S-75 (SA-2 Guideline) sẽ được sử dụng trong hầu hết các vai trò khác. Các tên gọi khác gồm R-113 (radar bắt bám mục tiêu), B-200 (radar dẫn bắn tên lửa), A-11/A-12 (anten cho B-200), V-300 (một hệ thống SAM); S-25 là viết tắt của Systema 25.

## Quốc gia sử dụng
Nga
- Hiện nay, các tên lửa được dùng để làm mục tiêu bay cho các hệ thống phòng không khác.[1][2] Bia bay Strizh (tổ hợp S-25M).[3]

 Liên Xô Ngừng hoạt động năm 1982
 CHDCND Triều Tiên 1961